# Алеман Лакайо, Хосе Арнольдо
Это статья о никарагуанском политике. Об испанском писателе см. статью Алеман, Матео
Хосе Арнольдо Алеман Лакайо (исп. José Arnoldo Alemán Lacayo; 23 января 1946, Манагуа), обычно употребляется в сокращённом варианте: Арнольдо Алеман — никарагуанский политик, предприниматель и юрист, в 1990—1995 годах — мэр Манагуа. Президент Никарагуа в 1997—2002 годах. Один из лидеров правой Либерально-конституционной партии. После завершения президентских полномочий был осуждён за коррупцию на 20 лет лишения свободы. В 2009 году обвинения сняты. Повторно баллотировался в президенты на выборах 2011 года. Считается влиятельным деятелем правых сил Никарагуа.

## Юрист, бизнесмен, антисандинист
Родился в семье известного адвоката, владельца кофейной плантации, министра в правительстве Анастасио Сомосы. В 1967 году окончил юридический факультет университета Леона по курсу финансового права. Работал юрисконсультом в банках и коммерческих компаниях. Некоторое время занимал должность в аппарате правительства.
После Сандинистской революции Арнольдо Алеман был арестован новыми властями как функционер режима Сомосы, в 1980 году находился в тюрьме. В это время скончался его отец. Вторично он был арестован сандинистской госбезопасностью DGSE в 1989 году. В период его заключения скончалась первая жена Алемана. При этом муж не смог присутствовать на её похоронах. Эти события сделали Алемана врагом сандинизма.
После освобождения в 1980 году Арнольдо Алеман некоторое время прожил в США. Вернувшись в Никарагуа, участвовал в деятельности Верховного совета частного предпринимательства (COSEP) — структуры, оппозиционной сандинистскому правительству. Был вице-председателем Союза сельскохозяйственных производителей (UPANIC), возглавлял ассоциацию кофепроизводлителей. Участвовал в центральноамериканских муниципальных объединениях. Не примыкая к вооружённой оппозиции Контрас, Алеман использовал все возможности политического противодействия марксистскому режиму.

## Мэр Манагуа
После поражения сандинистов на выборах 1990 года и смены власти в Никарагуа Арнольдо Алеман был избран мэром Манагуа. Проводил масштабную реконструкцию города. Политически играл организующую роль в правой Либерально-конституционной партии. Пользовался широкой популярностью в Манагуа.
1 сентября 1995 года Алеман подал в отставку с поста мэра и выдвинул свою кандидатуру в президенты. Баллотировался с антисандинистской неолиберальной программой. В ходе предвыборной кампании на Алемана было совершено покушение. Стрелявшие были экипированы в сандинистскую форму, но доподлинно их установить не удалось.

## Президент Никарагуа
20 октября 1996 года Арнольдо Алеман одержал победу над кандидатом СФНО Даниэлем Ортегой и был избран президентом Никарагуа. Вступил в должность 10 января 1997 года.

Олицетворяемый им тип весёлого толстого человека с хитринкой под интеллигентскими очками популярен в Латинской Америке.

Избрание Арнольдо Алемана означало резкий сдвиг вправо не только по сравнению с сандинистским периодом, но и с правлением Виолетта Барриос де Чаморро. В поддержку Алемана высказывался один из лидеров контрас, председатель Никарагуанских демократических сил Адольфо Калеро. С другой стороны, лидер прокоммунистического крыла СФНО Томас Борхе объяснял победу Алемана «живучестью корней сомосизма».
Экономическая политика Алемана была в целом успешной: вырос ВВП, снизилась инфляция, развивалась инфраструктура, реализовывались программы строительства дорог и школ. Внутриполитическая ситуация была стабильной. В 1999 году ЛКП Алемана заключила пакт с СФНО Ортеги, в соответствии с которым был произведён фактический раздел ключевых должностей в госаппарате. Период президентства Алемана характеризовался как «двухпартийная диктатура» — сговор партийных элит, вызывавший возмущение как радикальных сандинистов, так и убеждённых контрас. При этом другие политические партии были лишены реального политического влияния.
По итогам первых двух лет президентства Алемана Freedom House изменил политическую характеристику Никарагуа со «свободной» на «частично свободную». Причины заключались в либерально-сандинистском пакте, резко ограничившем возможности оппозиционных партий, и крупномасштабной коррупции.
В то же время Популярность Алемана оставалась довольно высокой, но тогдашняя конституционная норма запрещала повторное избрание. На выборах 2001 года президентом был избран Энрике Боланьос, вице-президент при Алемане.

## Коррупционный скандал
Предполагалось, что 74-летний Боланьос будет управляем со стороны сильного политика Алемана. Однако этого не случилось. Новый президент, заняв пост в январе 2002 года, пошёл на разрыв со своей партией, инициировав расследование коррупции в администрации предшественника. Алеман был обвинён в растратах, хищениях, подлогах и отмывании денег на общую сумму до 100 млн долларов. Обвинения предъявлялись также членам его семьи и видным правительственным функционерам. Государственные должности в администрации Алемана получили братья, сестра, дочь, жена и тесть президента.

Родственникам можно доверять больше, чем незнакомцам.

Арнольдо Алеман

Уже в конце 2002 года экс-президент оказался под стражей. На процессе вскрылись факты покупки предметов роскоши и дорогостоящих загранпоездок Алемана (в том числе во Флориду для помолвки и в Италию в свадебное путешествие) за государственный счёт. Алеман не признавал себя виновным, утверждая, что расходуемые средства были получены им как законный доход от кофейных платнтаций.
7 декабря 2003 года суд вынес приговор в отношении Арнольдо Алемана: 20 лет лишения свободы. Его зарубежные счета были блокированы. По состоянию здоровья он отбывал срок под домашним арестом.
Transparency International включило Алемана в топ-10 самых коррумпированных государственных руководителей мира.

## Продолжение в политике
Процесс Алемана имел серьёзные политические последствия. Оказался сильно подорван авторитет правых сил. В результате на выборах 2006 года победу одержали сандинисты, президентом вновь стал Даниэль Ортега.
16 января 2009 года Верховный суд Никарагуа отменил приговор в отношении Арнольдо Алемана. Возникло предположение, что освобождение экс-президента связано с тайными отношениями между Алеманом и Ортегой (при этом председателем Верховного суда являлся близкий Алеману судья Мануэль Мартинес Севилья). После освобождения Алемана депутаты никарагуанского парламента от правой оппозиции прекратили бойкот заседаний.
В 2010 году расследование возобновлялось, но не получило развития. Арнольдо Алеман вновь баллотировался в президенты на выборах 2011 года, но занял лишь третье место с менее чем 6 % голосов. Тем не менее, он остаётся влиятельным никарагуанским политиком.
Известный полевой командир контрас Оскар Собальварро, ставший после гражданской войны оппозиционным политиком, ставит Алемана и Ортегу в один ряд как главных врагов никарагуанской демократии.

## Награды
- Орден Белого слона (Таиланд, 2000[12])